# Noturus munitus
Noturus munitus é uma espécie de peixe da família Ictaluridae.
É endémica dos Estados Unidos.